# Phascogale pirata
Phascogale pirata és una espècie de dasiüromorf de la família dels dasiúrids. És endèmic d'Austràlia (Territori del Nord, Queensland i Austràlia Occidental). Es tracta d'un animal nocturn, arborícola i solitari. El seu hàbitat natural són els boscos. Està amenaçat pels incendis forestals, la desforestació i, possiblement, espècies introduïdes. El seu nom específic, pirata, significa ‘pirata’ en llatí.